# Melampítids
Els melampítids (Melampittidae) són una família d’ocells passeriformes de que eren considerats de difícil classificació (Incertae sedis), i que actualment són ubicats pròxims als paradiseids (Paradiseidae) arran diversos estudis, coma ara Aggerbeck et al. 2014

## Taxonomia
Segons la Classificació del Congrés Ornitològic Internacional (versió 11.1, 2021) aquesta família està formada per dos gèneres amb dues espècies:
- Gènere Melampitta, amb una espècie:
  - Melampitta lugubris - melampita menuda.
- Gènere Megalampitta, amb una espècie:
  - Megalampitta gigantea - melampita grossa.